# Carré blanc (entreprise)
Pour les articles homonymes, voir Carré Blanc.
Carré Blanc est une marque française de linge de maison proposant des produits pour la chambre, la salle de bain et la cuisine diffusés par la société Carre Blanc Distribution. Créée en 1984 par Bernard Lewinger et Dominique Michel, son siège social se situe dans la ville de Roanne.

## Histoire
Carré Blanc a été fondée en 1984 par Bernard Lewinger et Dominique Michel dans le bassin textile de Roanne, dans le département de la Loire. La même année, la première boutique Carré Blanc voit le jour à Lyon.
En 1993, Carré Blanc ouvre sa première boutique à l'étranger, située à Montreux (Suisse), puis en 1994 sur le continent américain à Montréal (Canada).
En juin 2000, la société Carré Blanc est cédée au Groupe d’investissement 3i accompagné d’Initiative et Finance et de la banque allemande IKB.
En 2001, une nouvelle équipe de direction s'installe avec l’arrivée de Claude Jantet.
En 2011, un nouveau concept store voit le jour dans les grandes surfaces périphériques.
En 2016, Dominique Durand succède à Claude Jantet à la présidence de la société.

## Produits
Carré Blanc commercialise des produits dans 3 secteurs : le linge de lit, le linge de bain et le linge de table.

## Informations économiques
Carré Blanc comporte 176 boutiques en France et 51 à l’international[Quand ?]. Carré Blanc est distribué par un réseau de points de vente en succursales, franchises, commissions affiliations et corners grands magasins.
En 2015, près de 600 personnes travaillent pour le groupe.
Son siège est basé à Roanne.